# Sokol ga nije volio (1988.)
Sokol ga nije volio, hrvatski je dugometražni film iz 1988. godine, prvijenac redatelja Branka Schmidta.

## Književni predložak i snimanje filma
Film je snimljen prema istoimenoj drami velikana hrvatskoga glumišta Fabijana Šovagovića koja je u Gavelli premijerno izvedena 12. ožujka 1982. i do 28. rujna 1989. odigrane su 224 predstave. Šimu je u kazalištu i u filmu glumio autor, Fabijan Šovagović; u predstavi je Benoša glumio Zoran Gogić, a u filmu Filip Šovagović kojemu je to bila prva filmska uloga. Drama je s velikim uspjehom izvođena u kazalištu i po riječima redatelja Schmidta: puno se redatelja tada zanimalo za „Sokola” jer je prije toga bila istoimena predstava u kazalištu Gavella koja je bila jedan od najvećih kazališnih hitova 80-ih. Pripreme za snimanje filma počele su u svibnju, a samo snimanje u srpnju 1987. godine u Ladimirevcima, u selu Selci i okolici. Snimanje je okončano u veljači 1988. godine.

## Radnja
Film počinje u slavonskom selu Ladimirevci, kotar Valpovo 1943. godine, treće godine Drugog svjetskog rata sprovodom. Dok seljani sa svećenikom mole kraj seoskog groblja ustaše vode kolonu Židova i Roma. Cijeli film obilježavaju kolone, druga je ona kad ustaše u logor vode seljake za koje sumnjaju da skrivaju partizane. Šima je dobar i s ustašom Tomom (Ivo Gregurević), kojega Benoš i mali Joza zovu Tetak, i s partizanom Androm (Krunoslav Šarić), ali ne želi sina Benoša pustiti natrag niti u njemačku vojsku u koju je prvotno unovačen niti ga poslati u partizane, nego mu odlučuje spasiti život skrivajući ga na tavanu. Benoš se zagledao u lijepu susjedu Gitu (Margitu, Suzana Nikolić), kćer susjeda njemačke nacionalnosti. Gita zna da je Benoš na tavanu i, iako se nije htjela „oprostiti" s njim kad se on trebao vratiti u njemačku vojsku, sad mu dolazi na tavan. Uskoro dolazi nova kolona, Nijemci (Folksdojčeri) iseljavaju se pred kraj rata, Gita odlazi sa svojim roditeljima iz sela. Ustašama gori pod petama pa, kad kolar Ćić Steva (Mate Ergović) pijan prigovori „bacanju" dasaka od kojih se radi cesta po blatnjavom seoskom putu, okrutni ga ustaša ubija ne vodeći računa o tome da je kolarov sin u ustašama i odvodi Benoša. Rat završava, u selo dolaze pobjednici, partizani. Nova je kolona koja prolazi kroz selo križni put, s jedne strane seljaci sa štapovima, batinama i bičevima, a s druge ljudi s hranom tražeći svoje bližnje. Benoš je u koloni, u ustaškoj uniformi. Prijeki sud sudi Tomu na smrt strijeljanjem, Andra je spasio Benoša od strijeljanja, ali je završio u logoru. Šima nije htio u zadrugu, ali Andra mu nudi dogovor: neka uđe u zadrugu i možda će osloboditi Benoša. Pred takvom ucjenom, Šima potpisuje ulazak u zadrugu. Benoš se vraća iz logora, ali slomljen teškim iskustvom, a kod kuće ne nalazi Gitu, nego samo obitelj i voljenog Sokola koji mu je slaba utjeha. Šima ženi kćeri za bivše partizane, ali nova vlast vodi novu kolonu kroz selo u logor, ovaj put seljake koji nisu htjeli u zadrugu. Šima tu silnu nepravdu ne može preboljeti nego gnjev iskaljuje na konju Sokolu pod čijim kopitima pogiba.

## Uloge
| Uloga                   | Film              | Predstava         |
| Šima Begović            | Fabijan Šovagović | Fabijan Šovagović |
| Benoš Begović           | Filip Šovagović   | Zoran Gogić       |
| partizan Andra/Andrija  | Krunoslav Šarić   | Emil Glad         |
| Staža Begović, žena     | Nada Subotić      | Nada Subotić      |
| ustaša Tomislav Milošić | Ivo Gregurević    | Drago Meštrović   |
| susjeda Gita            | Suzana Nikolić    | -                 |
| susjed Ćić Steva        | Mate Ergović      | Mate Ergović      |

## Kreativno osoblje
- Scenaristi: Fabijan Šovagović, Branko Šmit
- Igraju: Kruno Šarić, Nada Subotić, Ivo Gregurević, Suzana Nikolić, Đorđe Bosanac, Mato Ergović, Branka Trlin
- U ostalim ulogama: Ivo Fici, Ankica Dobrić, Željko Šestić, Ljiljana Gener, Zvonimir Torjanac, Dubravka Crnojević, Slavko Juraga, Ico Tomljenović, Vida Jerman, Ivan Brkić, Stjepan Bahert, Danilo Popržen, Davor Panić, Slaven Perak, Tihomir Arsić, Slobodan Milovanović
- Slikar maske: Maria Dziewulska
- Scenograf: Stanko Dobrina
- Kostimograf: Vjera Ivanković
- Kompozitor: Zoran Mulić
- Majstor tona: Hanna Preuss
- Montažerka: Vesna Lažeta
- Direktor fotografije: Goran Trbuljak
- Direktor filma: Mladen Koceić
- Izvršni producent: Bogdan Žižić
- Redatelj: Branko Šmidt
- Pomoćnik redatelja: Zvonimir Ilijić
- Asistent redatelja: Samir Haddad
- Pomoćnik direktora: Dragutin Nusshol
- Vođa snimanja: Ranko Ganić
- Fotograf: Zlatko Mraković
- Asistent snimatelja I: Ljudevit Šikić
- Asistent snimatelja II: Mladen Matula
- Asistent scenografa: Mile Petrović
- Slikar dekdora: Milan Bogojević
- Nabavni rekviziter: Ladislav Markić
- Scenski rekviziter: Boris Tadej
- Poslovni sekretari: Gordana Hovezak, Ljubomir Drenski
- Organizatori: Mirjana Štimac, Dubravko Petrović
- Script: Ivanka Boroš
- Muzički urednik: Anna Maria Doricich
- Montažer tona i asistent montaža: Dubravka Premar
- Mikroman: Zvonimir Krupa
- Tonski snimatelj: Marijan Lončar, Božidar Kramarič
- Kostimer: Franjo Šimek
- Čitač svjetla: Srećko Brkić
- Majstor scene: Drago Ljubić
- Scenci: Anton Gorišek, Dragoš Krnetić
- Patiner: Ivan Opačić
- Majstor rasvjete: Marijan Kljaič
- Osvjetljivač: Vlatko Paljug
- Pratilac kamera: Ivica Katona
- Kud "Mladost" Bizovac · Subotički Tamburaški Orkestar
- Proizvodnja: Zagreb Film, FRZ "Sokol ga nije volio", Rsiz Kulture SH
- Laboratorijska i tonska obrada: Jadran Film

## Kritike filma
Iste godine, 1988., u Puli su prikazana možda dva najbolja hrvatska filma 1980-ih godina „Život sa stricem" i „Sokol ga nije volio". U takvoj konkurenciji „Život sa stricem" osvojio je Veliku zlatnu arenu za najbolji film, a „Sokol" je osvojio nagradu za debitantsko ostvarenje. U ono vrijeme film je zbog tematiziranja kontroverznih događaja iz hrvatske povijesti („križni put", humaniziran lik ustaše, nacionalizacija) isprva često napadan, no u kasnijim je anketama i pregledima stekao status jednoga od najuspjelijih hrvatskih filmova s kraja 1980-ih. Uvjerljivosti djela pridonosi i činjenica što Benoša glumi Fabijanov sin, filmski debitant Filip Šovagović. Intervju s redateljem Schmidtom u Nacionalu iz 2012. godine počinje rečenicom „Dobre kritike nije dobio od svog filmskog debija 'Sokol ga nije volio' s kraja 80-ih", a uvodni dio rečenica osvrta na reprizu „Sokola" iste 2012. godine glasi: „Schmidtov redateljski prvijenac i jedini film iz njegova opusa kojem mirne duše možemo pridružiti apoziciju klasika..."
Benoš (a ni Šima) nisu superheroji koji uništavaju protivnike kao Rambo, Dimnjačar iz Kapelskih kresova ili Prle iz Otpisanih, oni vjerno prikazuju dio stradanja hrvatskoga naroda u Drugom svjetskom ratu, stradanja o kojima se nije govorilo na filmskome platnu do druge polovice 1980-ih godina kad su snimljeni i „Život sa stricem" i „Sokol ga nije volio", ti filmovi, njihove kino-predstave pune do zadnjeg sjedala, na neki su način bili pokazatelji što dolazi. Kakav je tretman film imao najbolje oslikava redatelj Schmidt: „tada je kritika bila ideološki obojena i dobio sam možda naklonost dvojice kritičara, ostali su film rastrgali. Nazivali su ga prvim ustaškim filmom, tako da sam u jednom trenutku završio i u bolnici sa srčanim tegobama zbog sveg tog pritiska. Na premijeri 'Sokola' u Vinkovcima mene i Fabijana Šovagovića čak su i uhitili. Poklonili smo se publici, otišli na svečanu večeru u našu čast, kad je između nas sjeo gospodin i počeo nas ispitivati koja ustaška organizacija stoji iza filma. Gledali smo ga blijedo, ni Šovo ni ja nikad nismo imali nikakve veze s ustašama. On je izvadio nekakvu značku da dokaže da je šef državne bezbjednosti za Slavoniju i Baranju te nas odveo u stanicu gdje su nas do jutra ispitivali koja skupina stoji iza nas."

## Nagrade
- Na Pulskom filmskom festivalu redatelj je dobio nagradu za debitantsko ostvarenje.
- Redatelj je dobitnik nagrade Zlatni vijenac tjednika „Studio za režisera debitanta".
- Niš 88' - Nagrada za debitantsku ulogu Filipu Šovagoviću

## Vanjske poveznice
- http://www.imdb.com/title/tt0121757/ - film na IMDB-u